# チェ・ヒョンジュ (女優)
チェ・ヒョンジュ（ハングル: 최현주、ラテン翻字: CHOI Hyun-joo）は韓国出身の舞台俳優である。日本の劇団劇団四季所属歴があり、在籍中は西 珠美（さい たまみ）の芸名で活動していた。
梨花女子大学声楽科を卒業。在学中に学内のオペラに出演している。音楽コンクールでの優勝経験を持つ。
2005年のオーディションに合格し劇団四季に入団。『オペラ座の怪人』のアンサンブルで初舞台を踏む。 2006年4月26日クリスティーヌ・ダーエ役で舞台に立つ。その後、『ジーザス・クライスト＝スーパースター』（マグダラのマリア役）、『ウィキッド』（グリンダ役）、『美女と野獣』（ベル役）を務める。
劇団四季を退団し2009年9月23日～2010年8月8日まで母国韓国にてオペラ座の怪人のクリスティーヌ役を務め、その後、韓国でミュージカル舞台を中心に活動。
2015年6月1日に、俳優のアン・ジェウクと結婚。2016年2月16日、第1子を出産。

## 出演作品
日本・劇団四季公演
- 2005 『オペラ座の怪人』(アンサンブル)
- 2006 『オペラ座の怪人』(クリスティーヌ役)
- 2008 『ウィキッド』(グリンダ役)
- 2008 『美女と野獣』(ベル役)
- 2009 『ジーザス·クライストスーパースター』(マグダラのマリア役)
- 思い出を売る男（恋人ジェニイ）

日本・劇団四季以外の公演
- 2014/8/10～2014/08/27 『VAMPIRE ～愛と憎しみの果て～』アンドアナ＆サンドラ役　＠Bunkamuraオーチャードホール

韓国での出演作
- 2009/09/23～2010/08/08 『オペラ座の怪人』(クリスティーヌ役)
- 2009/10/21～2011/01/02 『オペラ座の怪人』(クリスティーヌ役)
- 2010/11/30～2011/08/28 『ジキルとハイド』(エマ役)
- 2011/03/01～2011/04/24 『モンテクリスト』(メルセデス役)
- 2012/01/27～2012/06/03 『ドクトル·ジバゴ』(トーニャ役)
- 2012/08/24～2012/10/07 『二都物語』(ルーシー・マネット役)
- 2013/06/18～2013/08/11 『二都物語』(ルーシー・マネット役)
- 2014/06/25～2014/08/03 『二都物語』(ルーシー・マネット役)
- 2014/10/11～2015/01/04 『皇太子ルドルフ』(マリー・ヴェッツェラ役)